# Hycleus lutelineata
Hycleus lutelineata es una especie de coleóptero de la familia Meloidae.

## Distribución geográfica
Habita en Tanzania.